# Arenicola loveni
Arenicola loveni is een borstelworm uit de familie Arenicolidae.
De wetenschappelijke naam van de soort werd in 1866 gepubliceerd door J.G.H. Kinberg.